# 南置賜郡

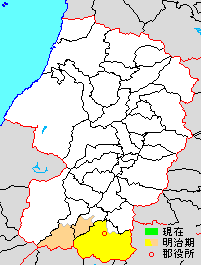
山形県南置賜郡の範囲（薄黄：後に他郡に編入された区域）

南置賜郡（みなみおきたまぐん）は、山形県にあった郡。

## 郡域
1878年（明治11年）に行政区画として発足した当時の郡域は、下記の区域にあたる。
- 米沢市の大部分（川井・木和田・新井・長手・上新田・下新田・浅川・万世町金谷を除く）
- 東置賜郡川西町の一部（大舟・下奥田・上奥田・朴沢以南）
- 西置賜郡飯豊町の一部（小坂以南）

## 歴史

### 郡発足までの沿革
- 幕末時点では出羽国に所属し、全域が米沢藩領であった。「旧高旧領取調帳」に記載されている、置賜郡のうち後の本郡域の明治初年時点での村は以下の通り。（1町63村）

米沢、福田村、花沢村、古志田村、笹野村、李山村、立石村、関村、関町、綱木村、山上村、板谷村、大沢村、大小屋村、大平村、桑山村、堂森村、梓山村、外内村、館山村、吹屋敷村、赤芝村、遠山村、屋地村、口田沢村、神原村、入田沢村、簗沢村、小野川村、小山田村、成島村、上小菅村、長橋村、桐原村、一漆村、轟村、下小菅村、藤泉村、西藤泉村、東江股村、西江股村、塩野村、中田村、小瀬村、宮井村、矢野目村、玉庭村、大舟村、奥田村、朴沢村、白川村、岩倉村、高造路村、川内戸村、上屋地村、下屋地村、上原村、遅谷村、宇津沢村、数馬村、須郷村、小坂村、小屋村、広河原村
- 明治元年12月7日（1869年1月19日） - 出羽国が分割され、置賜郡は羽前国の所属となる。
- 明治4年
  - 7月14日（1871年8月19日） - 廃藩置県により藩領が米沢県となる。
  - 11月2日（1871年12月13日） - 第1次府県統合により置賜県の管轄となる。
- 明治9年（1876年）8月21日 - 第2次府県統合により山形県の管轄となる。

### 郡発足後の沿革
- 明治11年（1878年）11月1日 - 郡区町村編制法の山形県での施行により、置賜郡のうち1町63村に行政区画としての南置賜郡が発足。郡役所が米沢屋代町に設置。
- 明治14年（1881年）（1町63村）
  - 屋地村が遠山村に合併。
  - 奥田村が上奥田村・下奥田村に分村。
- 明治15年（1882年） - 山上村が片子村・三沢村・関根村・赤崩村に分村。（1町66村）

- 明治22年（1889年）4月1日

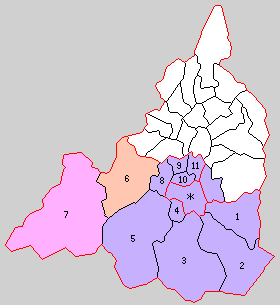
1.万世村 2.山上村 3.南原村 4.上長井村 5.三沢村 6.玉庭村 7.中津川村 8.広幡村 9.六郷村 10.塩井村 11.窪田村（紫：米沢市 橙：東置賜郡川西町 橙：西置賜郡飯豊町 ＊：発足時の米沢市）

  - 市制の施行により、米沢のうち123町[3]、花沢村、福田村、外ノ内村および館山村、口田沢村、吹屋敷村、赤芝村、塩野村、片子村、三沢村、赤崩村、笹野村、遠山村の各一部の区域をもって米沢市が発足し、郡より離脱。
  - 町村制の施行により以下の町村が発足。特記以外は現・米沢市。●は米沢市に編入された区域を除く。（11村）
    - 万世村 ← ●片子村、梓山村、桑山村、堂森村、東置賜郡金谷村
    - 山上村 ← ●三沢村、関根村、大小屋村、大沢村、板谷村、●赤崩村［大部分］
    - 南原村 ← 米沢のうち6町[4]、笹野村［一部］、関町、立石村、綱木村、李山村、大平村、関村、●赤崩村［一部］
    - 上長井村 ← ●笹野村、古志田村、●遠山村
    - 三沢村 ← ●赤芝村、●吹屋敷村、小野川村、簗沢村、●口田沢村、入田沢村、神原村、●館山村、成島村［一部］
    - 玉庭村 ← 玉庭村、朴沢村、大舟村、上奥田村（現・東置賜郡川西町）
    - 中津川村 ← 小屋村、広河原村、遅谷村、上原村、須郷村、小坂村、数馬村、宇津沢村、下屋地村、白川村、上屋地村、川内戸村、岩倉村、高造路村（現・西置賜郡飯豊町）
    - 広幡村 ← 成島村［大部分］、小山田村、上小菅村、下小菅村
    - 六郷村 ← 西藤泉村、一漆村、轟村、西江股村、桐原村、長橋村
    - 塩井村 ← ●塩野村、宮井村［大部分］
    - 窪田村 ← 中田村、小瀬村、藤泉村、東江股村、矢野目村、宮井村［一部］、東置賜郡窪田村
    - 下奥田村が東置賜郡中郡村の一部となる。
- 明治24年（1891年）4月1日 - 郡制を施行。
- 大正12年（1923年）4月1日 - 郡会が廃止。郡役所は存続。
- 大正15年（1926年）7月1日 - 郡役所が廃止。以降は地域区分名称となる。
- 昭和28年（1953年）8月1日 - 上長井村が米沢市に編入。（10村）
- 昭和29年（1954年）
  - 10月1日 - 万世村・六郷村・広幡村・塩井村が米沢市に編入。（6村）
  - 11月1日 - 三沢村・窪田村が米沢市に編入。（4村）
- 昭和30年（1955年）
  - 1月1日（2村） 
    - 山上村が米沢市に編入。
    - 玉庭村が東置賜郡小松町・中郡村・犬川村・大塚村と合併して東置賜郡川西町が発足し、郡より離脱。

  - 4月1日 - 南原村が米沢市に編入。（1村）
- 昭和33年（1958年）4月1日 - 中津川村が西置賜郡飯豊村に編入。同日南置賜郡消滅。

### 変遷表
明治22年4月1日の米沢市合併（館山村、口田沢村、吹屋敷村、赤芝村、塩野村、片子村、三沢村、赤崩村、笹野村、遠山村）の分については割愛する。
| 江戸時代以前 | 幕末 - 明治11年    | 明治11年 南置賜郡発足 | 明治11年 - 明治22年 | 明治11年 - 明治22年 | 明治22年 4月1日 町村制施行 | 明治22年 - 昭和24年 | 昭和25年 - 現在                           | 現在            |
| ------------ | ------------------ | --------------------- | ------------------- | ------------------- | -------------------------- | ------------------- | ----------------------------------------- | --------------- |
| 李山村       | 李山村             | 李山村                | 李山村              | 李山村              | 南原村                     | 南原村              | 昭和30年4月1日 米沢市に編入               | 米沢市          |
| 綱木村       | 綱木村             | 綱木村                | 綱木村              | 綱木村              | 南原村                     | 南原村              | 昭和30年4月1日 米沢市に編入               | 米沢市          |
| 立石村       | 立石村             | 立石村                | 立石村              | 立石村              | 南原村                     | 南原村              | 昭和30年4月1日 米沢市に編入               | 米沢市          |
| 米沢城下各町 | 米沢城下各町       | 米沢城下各町          | 米沢城下各町        | 6町                 | 南原村                     | 南原村              | 昭和30年4月1日 米沢市に編入               | 米沢市          |
| 米沢城下各町 | 米沢城下各町       | 米沢城下各町          | 米沢城下各町        | 123町               | 米沢市                     | 米沢市              | 米沢市                                    | 米沢市          |
| 外ノ内村     | 外ノ内村           | 外ノ内村              | 外ノ内村            | 外ノ内村            | 米沢市                     | 米沢市              | 米沢市                                    | 米沢市          |
| 福田村       | 福田村             | 福田村                | 福田村              | 福田村              | 米沢市                     | 米沢市              | 米沢市                                    | 米沢市          |
| 花沢村       | 花沢村             | 花沢村                | 花沢村              | 花沢村              | 米沢市                     | 米沢市              | 米沢市                                    | 米沢市          |
| 塩野村       | 塩野村             | 塩野村                | 塩野村              | 塩野村              | 塩井村                     | 塩井村              | 昭和29年10月1日 米沢市に編入              | 米沢市          |
| 宮井村       | 宮井村             | 宮井村                | 宮井村              | 大部分              | 塩井村                     | 塩井村              | 昭和29年10月1日 米沢市に編入              | 米沢市          |
| 宮井村       | 宮井村             | 宮井村                | 宮井村              | 一部                | 窪田村                     | 窪田村              | 昭和29年11月1日 米沢市に編入              | 米沢市          |
| 中田村       | 中田村             | 中田村                | 中田村              | 中田村              | 窪田村                     | 窪田村              | 昭和29年11月1日 米沢市に編入              | 米沢市          |
| 小瀬村       | 小瀬村             | 小瀬村                | 小瀬村              | 小瀬村              | 窪田村                     | 窪田村              | 昭和29年11月1日 米沢市に編入              | 米沢市          |
| 藤泉村       | 藤泉村             | 藤泉村                | 藤泉村              | 藤泉村              | 窪田村                     | 窪田村              | 昭和29年11月1日 米沢市に編入              | 米沢市          |
| 東江股村     | 東江股村           | 東江股村              | 東江股村            | 東江股村            | 窪田村                     | 窪田村              | 昭和29年11月1日 米沢市に編入              | 米沢市          |
| 矢野目村     | 矢野目村           | 矢野目村              | 矢野目村            | 矢野目村            | 窪田村                     | 窪田村              | 昭和29年11月1日 米沢市に編入              | 米沢市          |
| 窪田村       | 窪田村             | 東置賜郡 窪田村       | 東置賜郡窪田村      | 東置賜郡窪田村      | 窪田村                     | 窪田村              | 昭和29年11月1日 米沢市に編入              | 米沢市          |
| 金谷村       | 金谷村             | 東置賜郡 金谷村       | 東置賜郡金谷村      | 東置賜郡金谷村      | 万世村                     | 万世村              | 昭和29年10月1日 米沢市に編入              | 米沢市          |
| 梓山村       | 梓山村             | 梓山村                | 梓山村              | 梓山村              | 万世村                     | 万世村              | 昭和29年10月1日 米沢市に編入              | 米沢市          |
| 桑山村       | 桑山村             | 桑山村                | 桑山村              | 桑山村              | 万世村                     | 万世村              | 昭和29年10月1日 米沢市に編入              | 米沢市          |
| 堂森村       | 堂森村             | 堂森村                | 堂森村              | 堂森村              | 万世村                     | 万世村              | 昭和29年10月1日 米沢市に編入              | 米沢市          |
| 山上村       | 山上村             | 山上村                | 明治15年 片子村     | 明治15年 片子村     | 万世村                     | 万世村              | 昭和29年10月1日 米沢市に編入              | 米沢市          |
| 山上村       | 山上村             | 山上村                | 明治15年 三沢村     | 明治15年 三沢村     | 山上村                     | 山上村              | 昭和30年1月1日 米沢市に編入               | 米沢市          |
| 山上村       | 幕末 分立 大小屋村 | 大小屋村              | 大小屋村            | 大小屋村            | 山上村                     | 山上村              | 昭和30年1月1日 米沢市に編入               | 米沢市          |
| 山上村       | 幕末 分立 大沢村   | 大沢村                | 大沢村              | 大沢村              | 山上村                     | 山上村              | 昭和30年1月1日 米沢市に編入               | 米沢市          |
| 山上村       | 幕末 分立 板谷村   | 板谷村                | 板谷村              | 板谷村              | 山上村                     | 山上村              | 昭和30年1月1日 米沢市に編入               | 米沢市          |
| 山上村       | 山上村             | 山上村                | 明治15年 関根村     | 明治15年 関根村     | 山上村                     | 山上村              | 昭和30年1月1日 米沢市に編入               | 米沢市          |
| 山上村       | 山上村             | 山上村                | 明治15年 赤崩村     | 大部分              | 山上村                     | 山上村              | 昭和30年1月1日 米沢市に編入               | 米沢市          |
| 山上村       | 山上村             | 山上村                | 明治15年 赤崩村     | 一部                | 南原村                     | 南原村              | 昭和30年4月1日 米沢市に編入               | 米沢市          |
| 山上村       | 幕末 分立 大平村   | 大平村                | 大平村              | 大平村              | 南原村                     | 南原村              | 昭和30年4月1日 米沢市に編入               | 米沢市          |
| 関町         | 関町               | 関町                  | 関町                | 関町                | 南原村                     | 南原村              | 昭和30年4月1日 米沢市に編入               | 米沢市          |
| 関村         | 関村               | 関村                  | 関村                | 関村                | 南原村                     | 南原村              | 昭和30年4月1日 米沢市に編入               | 米沢市          |
| 笹野村       | 笹野村             | 笹野村                | 笹野村              | 一部                | 南原村                     | 南原村              | 昭和30年4月1日 米沢市に編入               | 米沢市          |
| 笹野村       | 笹野村             | 笹野村                | 笹野村              | 一部                | 上長井村                   | 上長井村            | 昭和28年4月1日 米沢市に編入               | 米沢市          |
| 古志田村     | 古志田村           | 古志田村              | 古志田村            | 古志田村            | 上長井村                   | 上長井村            | 昭和28年4月1日 米沢市に編入               | 米沢市          |
| 遠山村       | 遠山村             | 遠山村                | 明治14年 遠山村     | 明治14年 遠山村     | 上長井村                   | 上長井村            | 昭和28年4月1日 米沢市に編入               | 米沢市          |
| 屋地村       | 屋地村             | 屋地村                | 明治14年 遠山村     | 明治14年 遠山村     | 上長井村                   | 上長井村            | 昭和28年4月1日 米沢市に編入               | 米沢市          |
| 赤芝村       | 赤芝村             | 赤芝村                | 赤芝村              | 赤芝村              | 三沢村                     | 三沢村              | 昭和29年11月1日 米沢市に編入              | 米沢市          |
| 吹屋敷村     | 吹屋敷村           | 吹屋敷村              | 吹屋敷村            | 吹屋敷村            | 三沢村                     | 三沢村              | 昭和29年11月1日 米沢市に編入              | 米沢市          |
| 小野川村     | 小野川村           | 小野川村              | 小野川村            | 小野川村            | 三沢村                     | 三沢村              | 昭和29年11月1日 米沢市に編入              | 米沢市          |
| 簗沢村       | 簗沢村             | 簗沢村                | 簗沢村              | 簗沢村              | 三沢村                     | 三沢村              | 昭和29年11月1日 米沢市に編入              | 米沢市          |
| 口田沢村     | 口田沢村           | 口田沢村              | 口田沢村            | 口田沢村            | 三沢村                     | 三沢村              | 昭和29年11月1日 米沢市に編入              | 米沢市          |
| 入田沢村     | 入田沢村           | 入田沢村              | 入田沢村            | 入田沢村            | 三沢村                     | 三沢村              | 昭和29年11月1日 米沢市に編入              | 米沢市          |
| 神原村       | 神原村             | 神原村                | 神原村              | 神原村              | 三沢村                     | 三沢村              | 昭和29年11月1日 米沢市に編入              | 米沢市          |
| 館山村       | 館山村             | 館山村                | 館山村              | 館山村              | 三沢村                     | 三沢村              | 昭和29年11月1日 米沢市に編入              | 米沢市          |
| 成島村       | 成島村             | 成島村                | 成島村              | 一部                | 三沢村                     | 三沢村              | 昭和29年11月1日 米沢市に編入              | 米沢市          |
| 成島村       | 成島村             | 成島村                | 成島村              | 大部分              | 広幡村                     | 広幡村              | 昭和29年10月1日 米沢市に編入              | 米沢市          |
| 小山田村     | 小山田村           | 小山田村              | 小山田村            | 小山田村            | 広幡村                     | 広幡村              | 昭和29年10月1日 米沢市に編入              | 米沢市          |
| 上小菅村     | 上小菅村           | 上小菅村              | 上小菅村            | 上小菅村            | 広幡村                     | 広幡村              | 昭和29年10月1日 米沢市に編入              | 米沢市          |
| 下小菅村     | 下小菅村           | 下小菅村              | 下小菅村            | 下小菅村            | 広幡村                     | 広幡村              | 昭和29年10月1日 米沢市に編入              | 米沢市          |
| 西藤泉村     | 西藤泉村           | 西藤泉村              | 西藤泉村            | 西藤泉村            | 六郷村                     | 六郷村              | 昭和29年10月1日 米沢市に編入              | 米沢市          |
| 一漆村       | 一漆村             | 一漆村                | 一漆村              | 一漆村              | 六郷村                     | 六郷村              | 昭和29年10月1日 米沢市に編入              | 米沢市          |
| 轟村         | 轟村               | 轟村                  | 轟村                | 轟村                | 六郷村                     | 六郷村              | 昭和29年10月1日 米沢市に編入              | 米沢市          |
| 西江股村     | 西江股村           | 西江股村              | 西江股村            | 西江股村            | 六郷村                     | 六郷村              | 昭和29年10月1日 米沢市に編入              | 米沢市          |
| 桐原村       | 桐原村             | 桐原村                | 桐原村              | 桐原村              | 六郷村                     | 六郷村              | 昭和29年10月1日 米沢市に編入              | 米沢市          |
| 長橋村       | 長橋村             | 長橋村                | 長橋村              | 長橋村              | 六郷村                     | 六郷村              | 昭和29年10月1日 米沢市に編入              | 米沢市          |
| 小屋村       | 小屋村             | 小屋村                | 小屋村              | 小屋村              | 中津川村                   | 中津川村            | 昭和33年4月1日 西置賜郡 飯豊村に編入 町制 | 西置賜郡 飯豊町 |
| 広河原村     | 広河原村           | 広河原村              | 広河原村            | 広河原村            | 中津川村                   | 中津川村            | 昭和33年4月1日 西置賜郡 飯豊村に編入 町制 | 西置賜郡 飯豊町 |
| 遅谷村       | 遅谷村             | 遅谷村                | 遅谷村              | 遅谷村              | 中津川村                   | 中津川村            | 昭和33年4月1日 西置賜郡 飯豊村に編入 町制 | 西置賜郡 飯豊町 |
| 上原村       | 上原村             | 上原村                | 上原村              | 上原村              | 中津川村                   | 中津川村            | 昭和33年4月1日 西置賜郡 飯豊村に編入 町制 | 西置賜郡 飯豊町 |
| 須郷村       | 須郷村             | 須郷村                | 須郷村              | 須郷村              | 中津川村                   | 中津川村            | 昭和33年4月1日 西置賜郡 飯豊村に編入 町制 | 西置賜郡 飯豊町 |
| 小坂村       | 小坂村             | 小坂村                | 小坂村              | 小坂村              | 中津川村                   | 中津川村            | 昭和33年4月1日 西置賜郡 飯豊村に編入 町制 | 西置賜郡 飯豊町 |
| 数馬村       | 数馬村             | 数馬村                | 数馬村              | 数馬村              | 中津川村                   | 中津川村            | 昭和33年4月1日 西置賜郡 飯豊村に編入 町制 | 西置賜郡 飯豊町 |
| 宇津沢村     | 宇津沢村           | 宇津沢村              | 宇津沢村            | 宇津沢村            | 中津川村                   | 中津川村            | 昭和33年4月1日 西置賜郡 飯豊村に編入 町制 | 西置賜郡 飯豊町 |
| 下屋地村     | 下屋地村           | 下屋地村              | 下屋地村            | 下屋地村            | 中津川村                   | 中津川村            | 昭和33年4月1日 西置賜郡 飯豊村に編入 町制 | 西置賜郡 飯豊町 |
| 白川村       | 白川村             | 白川村                | 白川村              | 白川村              | 中津川村                   | 中津川村            | 昭和33年4月1日 西置賜郡 飯豊村に編入 町制 | 西置賜郡 飯豊町 |
| 上屋地村     | 上屋地村           | 上屋地村              | 上屋地村            | 上屋地村            | 中津川村                   | 中津川村            | 昭和33年4月1日 西置賜郡 飯豊村に編入 町制 | 西置賜郡 飯豊町 |
| 川内戸村     | 川内戸村           | 川内戸村              | 川内戸村            | 川内戸村            | 中津川村                   | 中津川村            | 昭和33年4月1日 西置賜郡 飯豊村に編入 町制 | 西置賜郡 飯豊町 |
| 岩倉村       | 岩倉村             | 岩倉村                | 岩倉村              | 岩倉村              | 中津川村                   | 中津川村            | 昭和33年4月1日 西置賜郡 飯豊村に編入 町制 | 西置賜郡 飯豊町 |
| 高造路村     | 高造路村           | 高造路村              | 高造路村            | 高造路村            | 中津川村                   | 中津川村            | 昭和33年4月1日 西置賜郡 飯豊村に編入 町制 | 西置賜郡 飯豊町 |
| 奥田村の一部 | 奥田村の一部       | 奥田村 の一部         | 明治15年 上奥田村   | 明治15年 上奥田村   | 玉庭村                     | 玉庭村              | 昭和30年1月1日 東置賜郡 川西町の一部      | 東置賜郡 川西町 |
| 玉庭村       | 玉庭村             | 玉庭村                | 玉庭村              | 玉庭村              | 玉庭村                     | 玉庭村              | 昭和30年1月1日 東置賜郡 川西町の一部      | 東置賜郡 川西町 |
| 朴沢村       | 朴沢村             | 朴沢村                | 朴沢村              | 朴沢村              | 玉庭村                     | 玉庭村              | 昭和30年1月1日 東置賜郡 川西町の一部      | 東置賜郡 川西町 |
| 大舟村       | 大舟村             | 大舟村                | 大舟村              | 大舟村              | 玉庭村                     | 玉庭村              | 昭和30年1月1日 東置賜郡 川西町の一部      | 東置賜郡 川西町 |

## 行政
歴代郡長
| 代 | 氏名 | 就任年月日                | 退任年月日                | 備考                   |
| -- | ---- | ------------------------- | ------------------------- | ---------------------- |
| 1  |      | 明治11年（1878年）11月1日 |                           |                        |
|    |      |                           | 大正15年（1926年）6月30日 | 郡役所廃止により、廃官 |

## 関連文献
- 『粡町史』粡町協和会、1942年。NDLJP:1057258。